# Fédération Anarchiste
La Fédération Anarchiste (FA) és una organització federal anarquista amb presència a França Bèlgica i Suïssa. Està constituïda per dos centenars de grups, disposant d'una xarxa extensa i estable en el conjunt del territori. Està federada i és membre fundadora de la Internacional de Federacions Anarquistes (IFA) des de 1968.

## Història
El 1945 tingué lloc el congrés fundacional de la Fédération Anarchiste reunint militants provinents de les dues principals organitzacions del període anterior a la Segona Guerra Mundial: la Union Anarchiste (UA) i la Fédération Anarchiste de Langue Française (FAF). Els partidaris d'una organització estructurada constituïren el 1949 l'Organisation Pensée Bataille (OPB), encapçalada pel mestre d'escola George Fontenis. Al congrés de París de 1953 es decidí el canvi de nom de la FA a Fédération Communiste Libertaire (FCL). Paral·lelament, el mateix any, una nova Fédération Anarchiste es constituí entre els partidaris de l'anarquisme sintetista de Sébastien Faure i militants obreristes, partidaris d'una organització federal.
En la dècada del 1970, els seus principis evolucionaren cap a una amalgama entre l'anarcococumisme de Volin i les idees plataformistes. Entre alguns dels seus militants històrics es troben André Bretón, Albert Camus i Daniel Cohn-Bendit.
Actualment, la FA defensa un anarquisme pluralista, en el qual s'expressen els diferents anarquismes cohabitant sobre la base dels principis organitzacionals del federalisme i el suport mutu. Així les tendències es difuminen i la immensa majoria dels individus es declaren simplement anarquistes sense adjectiu.
Publica un periòdic setmanal, Le Monde libertaire, amb un tiratge de 10.000 exemplars. També té en funcionament una emissora de ràdio des de 1981, Ràdio Libertaire, que emet a la regió parisenca i per internet.